# 怀安军
怀安军，中国宋朝的行政区划——军。
北宋乾德五年（967年），分汉州、简州设立怀安军，治所在金水县（今四川省金堂县淮口镇州城村），属西川路，下辖金水县、金堂县。元朝至元十三年（1276年），改怀安军置怀州，隶属成都路，二十年（1283年），省怀州入金堂县。